# Chuột Reeler
Chuột Reeler hay chuột cuộn tròn là một con chuột đột biến, được đặt tên như vậy vì nó có đặc điểm dáng "cuộn tròn". Điều này là do chứng giảm thể nặng của tiểu não chuột. Các tế bào thần kinh corticoid được tạo ra bình thường nhưng được đặt ở vị trí bất thường dẫn đến sự mất tổ chức của các lớp vỏ não laminar trong CNS. Lý do là thiếu Reelin, một ma trận glycoprotein ngoài tế bào, trong quá trình vỏ não được tiết ra chủ yếu bởi các tế bào Cajal-Retzius. 

## Đặc điểm
Trong vỏ bọc, các tế bào thần kinh vỏ não được canh lề theo một cách đảo ngược thực tế ('bên ngoài'). Trong vùng tâm thất của vỏ não ít hơn các tế bào thần kinh đã được tìm thấy có các quá trình glial xuyên tâm. Trong mạch xoắn ốc của vùng hippocampus, không có bộ khung glial hình tròn đặc trưng nào được hình thành và không có lớp tế bào hạt nhỏ gọn được thiết lập. Do đó, con chuột reeler đưa ra một mô hình tốt trong đó để điều tra cơ chế thành lập mạng nơ-ron chính xác trong quá trình phát triển.
Có hai loại đột biến reeler:
- Đột biến Albany2 (Reln (rl-Alb2)
- Đột biến qu Orleans Orleans (Reln-rl-orl, hoặc rl-orl), trong đó reelin thiếu một khu vực C-cuối cùng và một phần của lặp lại reelin thứ tám. Điều này cản trở việc tiết ra protein từ tế bào.

Trong một nghiên cứu, những con chuột reeler đã làm giảm tính siêu mỡ gây ra bởi methamphetamine, nó cũng giảm đi do sự phá vỡ hoạt tính của reelin trong chuột hoang dã. Chuột reeler trong cùng một nghiên cứu chứng minh sự giảm chức năng dopaminergic trung gian thụ thể D1 và D2 cùng với số lượng thụ thể D1\D2 giảm.Các con chuột reeler dị hợp tử, hay còn gọi là HRM, trong khi không có kiểu hình rõ ràng được thấy trong máy thu gọn đồng hợp tử, cũng cho thấy một số bất thường của não do thâm hụt reelin.
Các con chuột dị hợp tử (rl / +) biểu hiện reelin ở 50% mức độ hoang dại và có bộ não bình thường bình thường nhưng lại có tổn thất tiến bộ trong quá trình lão hóa của một mục tiêu nơ-ron của hoạt động reelin, các tế bào Purkinje. Các con chuột đã giảm mật độ parabenin có chứa interneuron trong vùng bao vây của vân động, theo một nghiên cứu. Các nghiên cứu cho biết số lượng tế bào Purkinje giảm xuống 16% ở trẻ 3 tháng tuổi và + 24% ở động vật 16 tháng tuổi: đáng ngạc nhiên là thâm hụt chỉ có ở con đực (+/rl), trong khi đó con cái thì lại không.